# Contea di Hamilton (Ohio)
Hamilton è una contea dell'area sud-occidentale dello Stato dell'Ohio negli Stati Uniti. Il capoluogo di contea è la grande città di Cincinnati.

## Geografia fisica
La contea confina a nord con la contea di Butler, a nord-est con la contea di Warren, a est con la contea di Clermont, a sud il fiume Ohio segna il confine con le contee di Boone, Kenton e Campbell del Kentucky ed infine ad ovest confina con la contea di Dearborn dell'Indiana.
Il territorio è prevalentemente pianeggiante con catene di basse colline e digrada verso il fiume Ohio a sud. Il maggiore affluente dell'Ohio è il fiume Great Miami che scorre nell'area occidentale. Nell'area orientale scorre verso sud il Little Miami. A Cincinnati l'Ohio riceve da nord il Mill Creek.
L'area urbana di Cincinnati si estende sulla sponda settentrionale del fiume Ohio e copre larga parte della contea centro-settentrionale.

## Storia
I primi coloni europei si insidiarono nella regione a partire dal 1788 fondando Losantiville (l'attuale Cincinnati) e Cleves.
La contea fu istituita nel 1790 e fu nominata in onore di Alexander Hamilton primo Segretario al tesoro degli Stati Uniti. La contea aveva a quel tempo una estensione molto maggiore di quella attuale. Gradualmente ne è stato sottratto il territorio con cui sono state istituite altre contee.
Nel 1825 iniziò la costruzione del canale Miami and Erie Canal che collegò il lago Erie a Toledo con il fiume Ohio a Cincinnati.

## Comunità
Città 
- Blue Ash
- Cheviot
- Cincinnati
- Deer Park
- Forest Park
- Harrison
- Indian Hill
- Loveland
- Madeira
- Milford
- Montgomery
- Mount Healthy
- North College Hill
- Norwood
- Reading
- Sharonville
- Silverton
- Springdale
- St. Bernard
- Wyoming

Township
- Anderson
- Colerain
- Columbia
- Crosby
- Delhi
- Green
- Harrison
- Miami

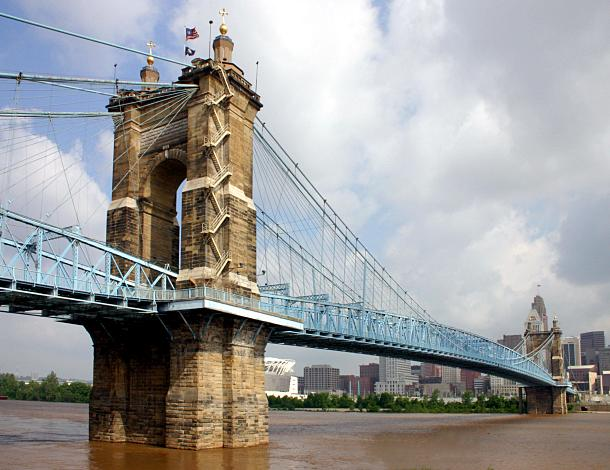
Il ponte Roebling scavalca il fiume Ohio collegando Covington in Kentucky con Cincinnati.

- Mill Creek (annessa dalla città di Cincinnati)

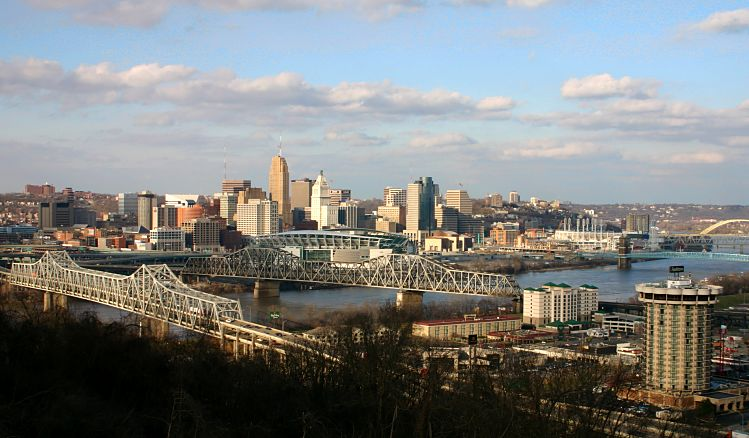
Cincinnati vista dalla sponda meridionale dell'Ohio in Kentucky.

- Springfield
- Sycamore
- Symmes
- Whitewater

Villaggi
- Addyston
- Amberley Village
- Arlington Heights
- Cleves
- Elmwood Place
- Evendale
- Fairfax
- Glendale
- Golf Manor
- Greenhills
- Lincoln Heights
- Lockland
- Mariemont
- Newtown
- North Bend
- Terrace Park
- Woodlawn

Census-designated place
- Blue Jay
- Brecon
- Bridgetown
- Camp Dennison
- Cherry Grove
- Coldstream
- Concorde Hills
- Covedale
- Delhi Hills
- Delshire
- Dent
- Dillonvale
- Dry Ridge
- Dry Run
- Dunlap
- Elizabethtown
- Finneytown
- Forestville
- Fruit Hill
- Grandview
- Groesbeck
- Highpoint
- Hooven
- Kenwood
- Loveland Park (part)
- Mack
- Miami Heights
- Miamitown
- Monfort Heights
- Mount Healthy Heights
- New Baltimore
- New Burlington
- New Haven
- Northbrook
- Northgate
- Plainville
- Pleasant Hills
- Pleasant Run
- Pleasant Run Farm
- Remington
- Rossmoyne
- Salem Heights
- Shawnee
- Sherwood
- Sixteen Mile Stand
- Skyline Acres
- Taylor Creek
- Turpin Hills
- White Oak

 Unincorporated community 
- Colerain Heights
- Mount Saint Jose